# Giro d'Italia de 2005
Giro d'Italia 2005 foi a octagésima nona edição da prova ciclística Giro d'Italia ("Corsa Rosa"), realizada entre os dias 7 e 29 de maio de 2005. Prova organizada pela "RCS pubblicità SpA", com o apoio do jornal "La Gazzetta dello Sport" que criou o "Giro d'Italia" em 1909 .
A competição foi realizada em 20 etapas com um percurso total de 3.498 km. O vencedor concluiu a prova com uma velocidade média de 35,329 km/h.
O ciclista italiano Paolo Savoldelli, da equipe "Discovery Channel Pro Cycling Team" (DSC), foi o vencedor na classificação geral (por tempo).
Largaram 197 participantes, terminaram a competição 153 corredores.

## História
Esta edição da competição iniciada em Reggio di Calabria, teve o seu encerramento em Milão. Todas as etapas foram percorridas dentro da Itália.
O ciclista italiano Paolo Savoldelli, também vencedor do Giro d'Italia 2002, com um decisivo "sprint" foi o vencedor, cruzando a linha de chegada com pouco mais de 30 segundos a frente do também italiano, Gilberto Simoni. Savoldelli, venceu a 11ª etapa, vestindo a "maglia rosa" a partir da 13ª, não deixando mais a ponta até a ultima etapa. O venezuelano José Rujano, 45 segundos atrás do primeiro completou o pódio.
O "Gran Premio della Montagna" foi conquistado pelo ciclista da Venezuela, José Humberto Rujano Guillén, que obteve o direito de vestir a "Maglia verde".
Não foram registrados casos de doping, como aconteceu na rumorosa prova de 2004.

## Ver também

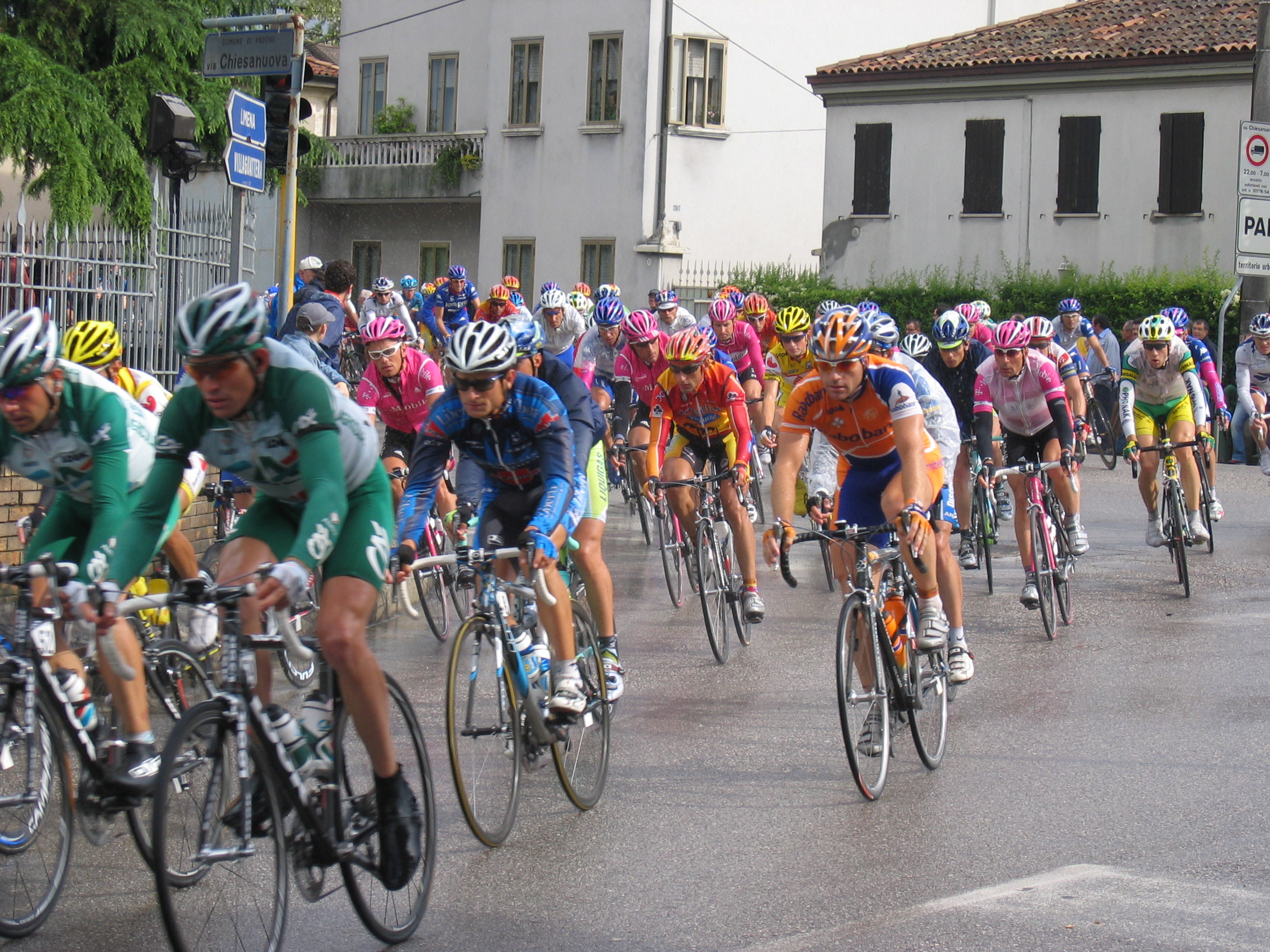
10ª etapa Giro d'Italia
Ravena - Rossano Veneto

## Resultados

### Classificação geral
| Posição | Nome               | País      | Equipe                            | Tempo de prova |
| ------- | ------------------ | --------- | --------------------------------- | -------------- |
| 1       | Paolo Savoldelli   | Itália    | "Discovery Channel" (DSC)         | 91h 25' 51"    |
| 2       | Gilberto Simoni    | Itália    | "Lampre-Caffita" (LAM)            | a 28"          |
| 3       | José Rujano        | Venezuela | "Selle Italia Colombia" (CLM)     | a 45"          |
| 4       | Danilo Di Luca     | Itália    | "Liquigas-Bianchi" (LIQ)          | a 2' 42"       |
| 5       | Juan Manuel Gárate | Espanha   | "Saunier Duval Prodir" (SDV)      | a 3' 11"       |
| 6       | Serhiy Honchar     | Ucrânia   | "Domina Vacanze" (DOM)            | a 4' 22"       |
| 7       | Vladimir Karpets   | Rússia    | "Illes Balears" (IBA)             | a 11' 15"      |
| 8       | Pietro Caucchioli  | Itália    | "Crédit Agricole (C.A)"           | a 11' 38"      |
| 9       | Marzio Bruseghin   | Itália    | "Fassa Bortolo (FAS)"             | a 11' 40"      |
| 10      | Emanuele Sella     | Itália    | "Ceramica Panaria-Navigare" (PAN) | a 12' 33"      |